# 1684 az irodalomban
Az 1684. év az irodalomban.

## Új művek
- Megjelenik John Bunyan regénye, A zarándok útja (The Pilgrim's Progress) második része. (Az első rész 1678-ban jelent meg.)

## Születések
- március 24. – Bél Mátyás magyar–szlovák származású evangélikus lelkész, író, tudós polihisztor († 1749)
- december 3. – Ludvig Holberg norvég-dán író, drámaíró, filozófus, történész († 1754)

## Halálozások
- október 1. – Pierre Corneille francia klasszicista drámaíró (* 1606)